# Optioservus trachys
Optioservus trachys là một loài bọ cánh cứng trong họ Elmidae. Loài này được Janssens miêu tả khoa học năm 1959.